# Mardil Voronwë
Mardil Voronwë is een fictief figuur uit de werken van J.R.R. Tolkien. Hij was de eerste  Regerende Stadhouder van Gondor.
Hij was de zoon van Vorondil de Jager, een afstammeling van Húrin van Emyn Arnen. Zijn familie bekleedde sinds de dagen van zijn grootvader Pelendur het Stadhouderschap van Gondor. De Stadhouder van Gondor diende als eerste minister van de koning van Gondor. Mardil werd Stadhouder van Gondor in het jaar 2029 van de Derde Era. Hij diende twee koningen: Eärnil II en diens zoon Eärnur.
Zijn kwaliteiten als Stadhouder werden danig op de proef gesteld toen Eärnur in het jaar 2043 van de Derde Era koning van Gondor werd. Eärnur had, toen hij nog kroonprins was, deelgenomen aan de Slag bij Fornost. Tijdens deze veldslag kwam hij oog in oog te staan met de Tovenaar-koning van Angmar, de aanvoerder van de Ringgeesten. Eärnur was vastbesloten de Ringgeest in een tweekamp te doden. Eärnurs paard was echter geschrokken van de Ringgeest en Eärnur werd van de Tovenaar-koning weggevoerd. Daarop beschuldigde de Tovenaar-koning Eärnur van lafheid.
Toen Eärnur de troon had bestegen, kwam de Tovenaar-koning naar Minas Tirith om Eärnur uit te dagen tot een tweekamp. Eärnur was belust op wraak en wilde graag de uitdaging aannemen. Stadhouder Mardil was zich echter bewust van de overweldigende kracht van de Tovenaar-koning en wist dat Eärnur een confrontatie niet zou overleven. Uiteindelijk wist Mardil Eärnur ervan te overtuigen af te zien van het gevecht. De Tovenaar-koning beschuldigde Eärnur opnieuw van lafheid en keerde naar Minas Morgul terug.
Echter in het jaar 2050 van de Derde Era keerde de Tovenaar-koning terug en daagde de koning opnieuw uit. Deze keer liet Eärnur zich niet door Mardil weerhouden en hij reed met zijn lijfwacht naar Minas Morgul en werd nooit meer teruggezien. Om een burgeroorlog tussen pretendenten te voorkomen, nam Mardil zelf het bestuur van Gondor in handen en verklaarde "te regeren tot de koning terugkeert".
In het jaar 2060 van de Derde Era voerde Mardil een nieuwe kalender in. Hij stierf in het jaar 2080 van de Derde Era. Omdat er van Eärnur niets meer werd vernomen, werd Mardils zoon Eradan de tweede Regerende Stadhouder. Door zijn voortvarende optreden kreeg Mardil de bijnaam Voronwë, dat Quenya is voor de Standvastige.
Pelendur · Vorondil · Mardil Voronwë · Eradan · Herion · Belegorn · Húrin I · Túrin I · Hador · Barahir · Dior · Denethor I · Boromir · Cirion · Hallas · Húrin II · Belecthor I · Orodreth · Ecthelion I · Egalmoth · Beren · Beregond · Belecthor II · Thorondir · Túrin II · Turgon · Ecthelion II · Denethor II · Faramir